# Pray 4 Love
"Pray 4 Love" – singel zespołu Afromental, nagrany w grudniu 2008 roku na potrzeby filmu Kochaj i tańcz, gdzie stał się głównym soundtrackiem, a zarazem pierwszym singlem promującym drugi album zespołu pt. Playing With Pop. Wydany w lutym 2009.